# Keiko Tomochika
Keiko Tomochika (jap. 友近 恵子 Tomochika Keiko), właściwie Keiko Iba (jap. 射場 恵子 Iba Keiko; ur. 22 lipca 1944 w Prefektura Ehime) – japońska aktorka głosowa.

## Role głosowe w anime
1970
- Syrenka Mako – Jiro Kanda

1972
- Wojna planet – Chłopiec B; Deburusuta nr 2
- Pinokio – Księżniczka Reire; Gina
- Dokonjō Gaeru

1973
- Fables of the Green Forest – chłopak Tom

1975
- Time Bokan – Matka Shindobatto

1976
- Fantastyczny świat Paula – Anna; Matka Pakkun; Marison; Rika

1977
- Baseballista – Motka Shogo; Teruko
- Mali mieszkańcy wielkich gór – Nancy
- Yattaman – Ue Shigemitsu; Matka Mire; gospodyni domowa; Matka Hoisa
- Fūsen Shōjo Tenpuru-chan – matka Tenpuru

1979
- The Ultraman – matka Takashiego
- Zenderman – matka Marka
- Mirai Robo Daltanious – Matka Keita

1980
- Invincible Robo Trider G7

1981
- Kazoku Robinson hyôryûki fushigina shima no furône – Catherine
- W Królestwie Kalendarza – matka Santa
- Gigi – matka Akane

1984
- Starzan – Kaka San Senobi

1985
- Dream Hunter Rem (OVA) – starsza kobieta

1991
- The Brave Fighter of Sun Fighbird – Akiko

1993
- Nekketsu Saikyō Go-Saurer
- The Brave Express Might Gaine

1995
- Juuni Senshi Bakuretsu Eto Ranger – żona